# Ansor Suadinowitsch Urischew
Ansor Suadinowitsch Urischew (russisch Анзор Суадинович Уришев, Transliteration Ansor Suadinovič Urischev; * 23. Januar 1987) ist ein russischer Ringer. Er wurde 2010 Europameister im freien Stil im Mittelgewicht.

## Werdegang
Ansor Urischew stammt aus Nord-Kaukasien und ist Mitglied des Ringerclubs Gladiator Naltschik in der russischen Teilrepublik Kabardino-Balkarien. Er begann im Jahre 2000 mit dem Ringen und konzentriert sich dabei ganz auf den freien Stil. Er ist Student und wird seit einigen Jahren von Ansor Tembotow trainiert.
Im Jahre 2004 wurde er erstmals bei einer internationalen Meisterschaft, der Junioren-Europameisterschaft (Cadets) in Istanbul in der Gewichtsklasse bis 76 kg Körpergewicht eingesetzt. Er gewann diese Meisterschaft vor Dundar San aus der Türkei und Patrick Loës, Deutschland. Im Jahre 2007 gelang ihm noch ein weiterer Erfolg als Junior. Er wurde bei der Junioren-Weltmeisterschaft dieses Jahres in Peking Vize-Weltmeister im Mittelgewicht hinter Abdul Ammayev aus Usbekistan.
Als Senior gelang es ihm bei der russischen Meisterschaft 2008 im Mittelgewicht den 2. Platz zu belegen. Bei der russischen Meisterschaft 2009 kam er gemeinsam mit Soslan Kzojew in der gleichen Gewichtsklasse hinter Abdussalam Gadissow und Albert Saritow auf den 3. Platz. Diese drei Ringer sind in Russland auch seine härtesten Konkurrenten, wenn es darum geht, sich einen Startplatz für eine der internationalen Meisterschaften zu erkämpfen. Bis zum Jahre 2009 gelang dies Ansor Urischew nicht. Er belegte jedoch bei vielen internationalen Turnieren hervorragende Plätze. Bei einem Länderkampf gegen die USA in Chicago gelang es ihm am 24. November 2009 den Vize-Weltmeister von 2009 Jake Herbert klar nach Punkten (3:0, 4:2) zu besiegen.
Beim arrivierten Iwan-Jarygin-Turnier 2010 in Krasnojarsk, das in diesem Jahr den Rang eines FILA-Golden-Grand-Prix-Turnieres hatte, belegte er hinter Abdussalam Gadissow den 2. Platz und ließ dabei seine russischen Landsleute Soslan Kzojew und Georgi Rubajew hinter sich. Er wurde dann 2010 bei der Europameisterschaft in Baku im Mittelgewicht eingesetzt. Dort besiegte er Anthony Junior Fasugba, Italien, Grigorio Kriaridis, Griechenland, Michail Ganew, Bulgarien und Scharif Scharifow aus Aserbaidschan und wurde damit Europameister. Bei dieser Meisterschaft gab er dabei nur im Kampf gegen Scharifow eine Runde ab.
2011 siegte Ansor Urischew wieder beim Iwan-Jarygin-Turnier in Krasnojarsk und gewann danach in Dortmund mit Siegen über Alex Dolly, Irland, Maciej Balawender, Polen, Scharif Scharifow und Dato Marsagischwili, Georgien den Europameistertitel. Bei der Weltmeisterschaft 2011 wurde er nicht eingesetzt. Er war aber wieder bei der Europameisterschaft 2012 in Belgrad am Start, wo er aber nach einer Niederlage im Viertelfinale gegen Michail Ganew aus Bulgarien seinen Titel nicht verteidigen konnte. In der Trostrunde erkämpfte er sich aber mit Siegen über Konstantin Völk aus Deutschland und Armands Zvirbulis aus Lettland noch eine Bronzemedaille. Ansor Urischew wurde dann auch bei den Olympischen Spielen in London eingesetzt. Er siegte dort in seinem ersten Kampf über den früheren Weltmeister Ibragim Aldatow, Ukraine, verlor aber seinen nächsten Kampf gegen Ehsan Lashgari aus dem Iran (0:2 Runden, 1:6 Punkte). Da Lashgari das Finale nicht erreichte, schied er aus und kam nur auf den 8. Platz.
2013 gewann er aber bei der Europameisterschaft in Tiflis wieder eine Medaille. Er kam dort mit Siegen über István Veréb, Ungarn, Gabriel Seregelyi, Deutschland und Murad Gaidarow, Weißrussland, einer Niederlage gegen Dato Marsagischwili und einem Sieg über Andrei Frant, Rumänien auf den 3. Platz.

## Internationale Erfolge
| Jahr | Platz | Wettbewerb                                                      | Gewichtsklasse | |
| 2004 | 1.    | Junioren-EM (Cadets) in Istanbul                                | bis 76 kg KG   | vor Dundar San, Türkei u. Patrick Loës, Deutschland |
| 2007 | 2.    | Junioren-WM in Peking                                           | Mittel         | hinter Abdul Ammayev, Usbekistan, vor Beka Tschelidse, Georgien und Reineri Salas Perez, Kuba |
| 2008 | 3.    | „Alexander-Medwed“-Turnier in Minsk                             | Mittel         | hinter Nurmag Nurmagomedow u. Magomed Ibragimow, bde. Russland |
| 2008 | 1.    | „Henri-Deglane“-Memorial in Nizza                               | Mittel         | vor Piotr Tawgasow, Russland, James Yonushonis, USA und Said Hajew, Serbien |
| 2009 | 3.    | Intern. Turnier in Kiew                                         | Mittel         | hinter Ibragim Aldatow u. Kantemir Gagiew, bde. Ukraine |
| 2009 | 3.    | „Iwan-Jarygin“-Turnier in Krasnojarsk                           | Mittel         | hinter Soslan Kzojew u. Sergei Kirilow, gemeinsam mit Magomed Ibragimow, vor Ludwig Alborow u. Albert Saritow, alle Russland                                                                      |
| 2009 | 3.    | Ziolkowski-Turnier in Warschau                                  | Mittel         | hinter Lashgari Ehsan, Iran u. Albert Saritow, gemeinsam mit Scharif Scharifow, Aserbaidschan |
| 2009 | 10.   | Welt-Cup in Teheran                                             | Mittel         | Sieger: Naurus Srapilewitsch Temresow, Aserbaidschan vor Reza Yazgadi,Iran |
| 2009 | 1.    | Ramsan-Kadyrow-Cup in Grosny                                    | Mittel         | |
| 2010 | 2.    | „Iwan-Jarygin“-Memorial (FILA-Golden-Grand-Prix) in Krasnojarsk | Mittel         | hinter Abdussalam Gadissow, vor Soslan Kzojew u. Georgi Rubajew, alle Russland |
| 2010 | 1.    | EM in Baku                                                      | Mittel         | mit Siegen über Anthony Junior Fasugba, Italien, Grigorio Kriaridis, Griechenland, Michail Ganew, Bulgarien u. Scharif Scharifow, Aserbaidschan                                                   |
| 2010 | 3.    | Ramzan-Kadirow-Cup in Grosny                                    | Mittel         | hinter Abdussalam Gadissow u. Tamerlan Race, beide Russland |
| 2011 | 1.    | „Iwan-Jarygin“-Memorial (FILA-Golden-Grand-Prix) in Krasnojarsk | Mittel         | vor Albert Saritow, Soslan Kzojew u. Abdussalam Gadissow |
| 2011 | 1.    | EM in Dortmund                                                  | Mittel         | nach Siegen über Alex Dolly, Irland, Maciej Balawender, Polen, Scharif Scharifow und Dato Marsagischwili, Georgien                                                                                |
| 2012 | 1.    | Golden-Grand-Prix in Krasnojarsk                                | Mittel         | vor Georgi Rubajew, Magomed Ibragimow und Ansor Baltukajew, alle Russland |
| 2012 | 3.    | EM in Belgrad                                                   | Mittel         | nach Siegen über Egson Shala, Albanien und Hadschimurad Nurmohamedow, Armenien, einer Niederlage gegen Michail Ganew und Siegen über Konstantin Völk, Deutschland und Armands Zvirbulis, Lettland |
| 2012 | 8.    | OS in London                                                    | Mittel         | nach einem Sieg über Igragim Aldatow, Ukraine und einer Niederlage gegen Ehsan Lashgari, Iran |
| 2013 | 1.    | „Iwan-Jarygin“-Memorial in Krasnojarsk                          | Mittel         | vor Magomed Ibragimow IV und Bechan Kurkijew, beide Russland und Omargadschi Magomedow, Weißrussland                                                                                              |
| 2013 | 3.    | EM in Tiflis                                                    | Mittel         | nach Siegen über István Veréb, Ungarn, Gabriel Seregelyi, Deutschland und Murad Gaidarow, Weißrussland, einer Niederlage gegen Dato Marsagischwili und einem Sieg über Andrei Frant, Rumänien     |
| 2014 | 4.    | „Iwan-Jarygin“-Memorial in Krasnojarsk                          | bis 86 kg      | hinter Abdulraschid Sadulajew, Schamil Kudijamagomedow und Georgi Rubajew, alle Russland |
| 2015 | 1.    | „Iwan-Jarygin“-Memorial in Krasnojarsk                          | bis 86 kg      | |

## Russische Meisterschaften
| Jahr      | Platz | Gewichtsklasse | Ergebnis                                                                                 |
| 2008      | 2.    | Mittel         |                                                                                          |
| 2009      | 3.    | Mittel         | hinter Abdussalam Gadissow u. Albert Ramasanowitsch Saritow, gemeinsam mit Soslan Kzojew |
| 2011      | 3.    | Mittel         | hinter Albert Saritow und Soslan Kzojew, gemeinsam mit Georgi Rubajew                    |
| 2013 2016 | 2. 1. | Mittel Mittel  |                                                                                          |

## Erläuterungen
- alle Wettkämpfe im freien Stil,
- WM = Weltmeisterschaft, EM = Europameisterschaft
- Mittelgewicht, bis 84 kg Körpergewicht